# Beatriu d'Este (1268-1334)
Beatriu d'Este (Ferrara 1268 - Milà, Senyoriu de Milà 1334) fou una noble italiana que fou senyora consort de Milà pel seu matrimoni.

## Orígens familiars
Va néixer el vers el 1268 a la ciutat de Ferrara sent filla d'Opizzo II d'Este i Giacoma Fieschi. Fou neta per línia paterna de Rinaldo I d'Este i germana d'Azzo VIII d'Este i Aldobrabdino II d'Este.

## Núpcies i descendents
Es casà en primeres núpcies amb el jutge Huguet Visconti de Gallura. D'aquesta unió nasqué:
- Joana Visconti de Gallura (?-1339), casada el 1309 amb Rizzardo da Camino

El 24 de juny de 1300, a l'edat de 32 anys, es casà en segones núpcies amb Galeàs Visconti, futur senyor de Milà i fill de Mateu I Visconti i Bonacosa Borri. D'aquesta unió nasqueren:
- Assó Visconti (1302-1339), senyor de Milà
- Ricarda Visconti (?-1361), casada el 1329 amb Tomàs II de Saluzzo

## Govern de la Piacenza
El juny de 1322 Mateu I Visconti cansat i amb 70 anys es retirà del poder i cedí els seus drets al seu fill Galeàs I Visconti. Aquest deixà el govern de la ciutat de Piacenza, que havia rebut el 1311, a la seva esposa i al seu fill Assó. L'octubre del mateix any ambdós hagueren de fugir de Piacenza davant una rebel·lió popular i s'hagueren de refugiar a Cremona.
El 1327 hagué de fugir de Milà amb la seva família en ser destituït el seu espòs per part de l'emperador Lluís IV de Baviera, refugiant-se a les ciutats de Pescia i Lucca.
Aconseguí retornar a la ciutat de Milà el 1327 amb el nomenament del seu fill com a successor, on morí el 15 de setembre de 1334 i fou enterrada a l'església de Sant Francesc.